# プログレスM-53
プログレスM-53はロシア連邦宇宙局が国際宇宙ステーション(ISS)の補給のために打ち上げたプログレス補給船。NASAではProgress 18、18Pなどとも称しており、型式はプログレス-M (11F615A55)で、シリアル番号は353番だった。

## 運用
プログレスM-53は2005年6月16日23時9分34秒(GMT)にバイコヌール宇宙基地1/5発射台からソユーズ-Uで打ち上げられた。同年6月19日0時41分31秒(GMT)にISSのズヴェズダモジュールのAftポートにドッキングした。
ドッキングは地上管制局の一つが電源障害に陥ったため、セルゲイ・クリカレフの操作の下、バックアップシステムのTORUドッキングシステムで行われた。ドッキングは3ヶ月間続き、プログレスM-54の到着の準備のため2005年9月7日10時25分57秒(GMT)にドッキングを解除した。2005年9月7日13時26分0秒(GMT)に軌道を離脱、太平洋上の大気圏で燃焼し、燃え残りは14時12分40秒(GMT)ごろ海上に落下したとされる。

## 搭載貨物
プログレスM-53は第11次長期滞在のクルーなどのための食料、水、酸素や科学実験用の装置類などを搭載していた。

## 註
1. 1 2  McDowell, Jonathan. “Launch Log”.   Jonathan's Space Page. 2009年6月6日閲覧。
2. 1 2 3 4  Anikeev, Alexander. “Cargo spacecraft "Progress M-53"”.   Manned Astronautics - Figures & Facts. 2007年10月12日時点のオリジナルよりアーカイブ。2009年6月6日閲覧。
3. ↑  Wade, Mark. “Progress M”.   Encyclopedia Astronautica. 2016年7月11日閲覧。
4. 1 2  Zak, Anatoly. “Progress cargo ship”.   RussianSpaceWeb. 2009年6月6日閲覧。
5. ↑  McDowell, Jonathan. “Satellite Catalog”.   Jonathan's Space Page. 2009年6月6日閲覧。